# Ініціативна група «Першого грудня»
Ініціативна група «Першого грудня» — об'єднання, створене у 20-ту річницю референдуму за незалежність України відомими інтелектуалами та громадськими діячами у відповідь на звернення трьох традиційних українських церков (Української православної церкви Київського патріархату, Української греко-католицької церкви та Української православної церкви Московського патріархату). В основу програмних документів закладена декларація, яка містить базові принципи для об'єднання українського народу, та Хартія Вільної Людини.

## Діяльність

### Національний круглий стіл
Заходи ініціативної групи Першого грудня проходять у вигляді Національних круглих столів (НКС), які збирають провідних експертів, журналістів, правозахисників, економістів, істориків та громадських діячів. Зокрема 2012 року були проведені:
- НКС «Місія інтелігенції та вільних людей України» (Київ, 5 квітня 2012 року)[6][7]
- Регіональний круглий стіл (Львів, 21 вересня 2012 року)[8][9]
- Круглий стіл щодо виборів до Верховної Ради (Київ, 16 жовтня 2012 року)[10][11]
- НКС «Україна — на шляху до самоусвідомлення» (Київ, 8 грудня 2012 року)[12][13]

### Українська хартія вільної людини
8 грудня 2012 року ініціативна група «Першого грудня» представила «Українську хартію вільної людини». Документ було оголошено в Українському домі під час Національного круглого столу, присвяченого 21-й річниці референдуму за незалежність України. Хартію підписали В'ячеслав Брюховецький, Богдан Гаврилишин, Семен Глузман, Володимир Горбулін, кардинал Любомир Гузар, Іван Дзюба, Мирослав Маринович, Мирослав Попович, Євген Сверстюк, Вадим Скуратівський та Ігор Юхновський[недоступне посилання].

### «В Україні настав новий час»
Учасники групи «Першого грудня» Богдан Гаврилишин, кардинал Любомир Гузар, Мирослав Попович, Євген Сверстюк, Вадим Скуратівський взяли участь у мітингу на Майдані Незалежності 8 грудня 2013 року. Звернення «В Україні настав новий час» від імені групи зачитав академік Мирослав Попович. До Майдану також звернувся кардинал Любомир Гузар.
Зокрема, Кир Любомир на Майдані дав настанову українському народу: «Молімося так, наче усе залежить од Нього. Працюймо так, наче усе залежить од нас».

### Звернення 2016 та 2017 років «Збережімо державу від саморуйнації!»
- 27 квітня 2016 року учасники групи «Першого грудня» в інформаційній агенції «УкрІнформ» оприлюднили своє звернення до суспільства і влади під назвою «Збережімо державу від саморуйнації!».[18][19][20]
- 16 березня 2017 — звернення «Якого миру ми прагнемо?», заклик «Ми не хочемо ілюзорного „миру“ в обмін на національні інтереси»[21][22]
- 24 листопада 2017 — звернення «Думайте про Україну, не руйнуйте державу!», заклик до правоохоронців припинити між собою війну[23][24]
- 14 грудня 2017 — звернення «Коли спільний човен перекинеться — провина за це ляже на всіх», заклик до політиків з вимогою припинити війну всіх проти всіх[25][26]
- 15 грудня 2017 — заклик до Порошенка оголосити 2018 рік Роком утвердження державної мови[27]

### 2020 рік
У 2020 році Учасники ініціативної групи «Першого грудня» заявили про небезпеку, пов'язану із впровадженням проєкту "Меморіальний центр Голокосту «Бабин Яр», який запропонували та фінансують російські мільярдери. Заяву підписали учасники Ініціативної групи «Першого грудня»: Оля Гнатюк, Володимир Єрмоленко, Євген Захаров, Йосип Зісельс, Ігор Козловський, Мирослав Маринович, Ігор Юхновський, Ярослав Яцків.

### 2022 рік
Звернулася до політиків світу до політичних і громадських діячів світу з вимогою зупинити воєнні злочини Росії після того, коли повідомили про облаштування в окупованому Маріуполі російською адміністрацією клітки та інших декорацій, щоби провести показовий суд над захисниками міста, зокрема «Азовсталі».

## Склад ініціативної групи
Засновники групи у 2011 році

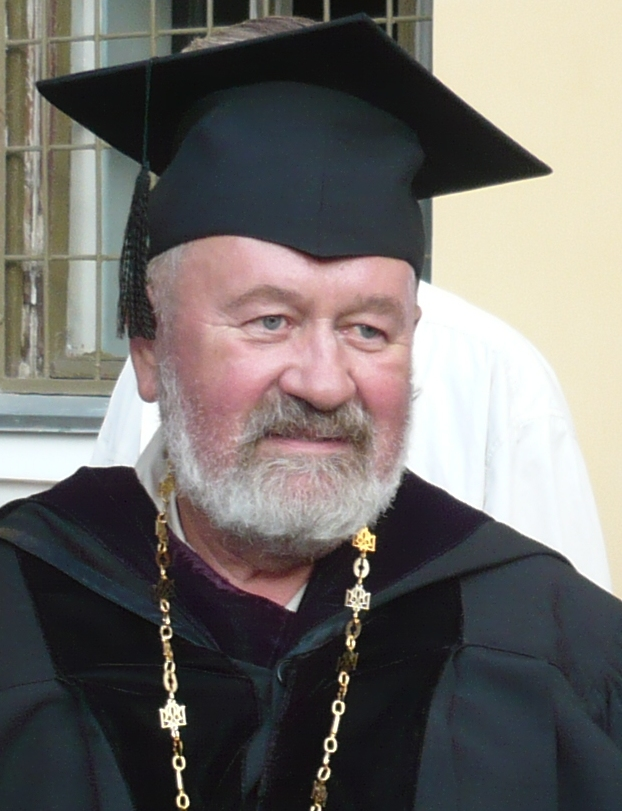
В. Брюховецький

- В'ячеслав Брюховецький (до 2019 року)[31] — український літературознавець, педагог і громадський діяч, Герой України, почесний президент університету «Києво-Могилянська академія». Був головним ініціатором відродження Києво-Могилянської академії як сучасного вищого навчального закладу, побудованого на зразках північно-американських університетів, згодом ректор і президент університету «Києво-Могилянська академія». Член Спілки письменників України (з 1982 р.). Доктор філологічних наук, кандидат педагогічних наук; член Національної комісії України у справах ЮНЕСКО.
- Богдан Гаврилишин (помер 24 жовтня 2016 року) — український, канадський та швейцарський економіст, громадський діяч та меценат. Дійсний член Римського клубу. Автор більше 100 статей з менеджменту, освіти в галузі менеджменту, економічного та політичного середовищ. Був головою Наглядової Ради Міжнародного центру перспективних досліджень, Крайової пластової ради та головою правління Міжнародного Фонду «Відродження».
- Семен Глузман (з 1 грудня 2011 року до 18 грудня 2012 року)[32][33]. — правозахисник, колишній дисидент та політв'язень, психіатр, президент Асоціації психіатрів України, співголова Комітету «Бабин Яр» (разом з Мирославом Поповичем, Іваном Дзюбою). Член Громадської гуманітарної ради при Президенті України.
- Володимир Горбулін (по січень 2015 року)[31] — український політик, вчений, державний діяч. Академік Національної Академії наук України (1997). Створив та очолював Національний центр з питань євроатлантичної інтеграції України.
- кардинал Любомир Гузар (помер 31 травня 2017 року) — єпископ Української Греко-Католицької Церкви, кардинал Католицької Церкви, предстоятель УГКЦ.
- Іван Дзюба (до 2019 року; помер 22 лютого 2022 року)[31] — український літературознавець, критик, громадський діяч, дисидент радянських часів, Герой України, академік НАНУ, другий Міністр культури України (1992—1994), голова Комітету з Національної премії України імені Тараса Шевченка (1999—2001). Свого часу був одним із засновників Народного Руху та другим міністром культури України.
- Мирослав Маринович — український правозахисник, публіцист, релігієзнавець, член-засновник Української Гельсінської групи, організатор амністерського руху в Україні. Очолює українське відділення міжнародного ПЕН-клубу.
- Мирослав Попович  (помер 10 лютого 2018 року) — український вчений-філософ, академік НАН України, Заслужений діяч науки і техніки України, доктор філософських наук, професор, педагог, фахівець у галузі культурології, логіки та методології науки.

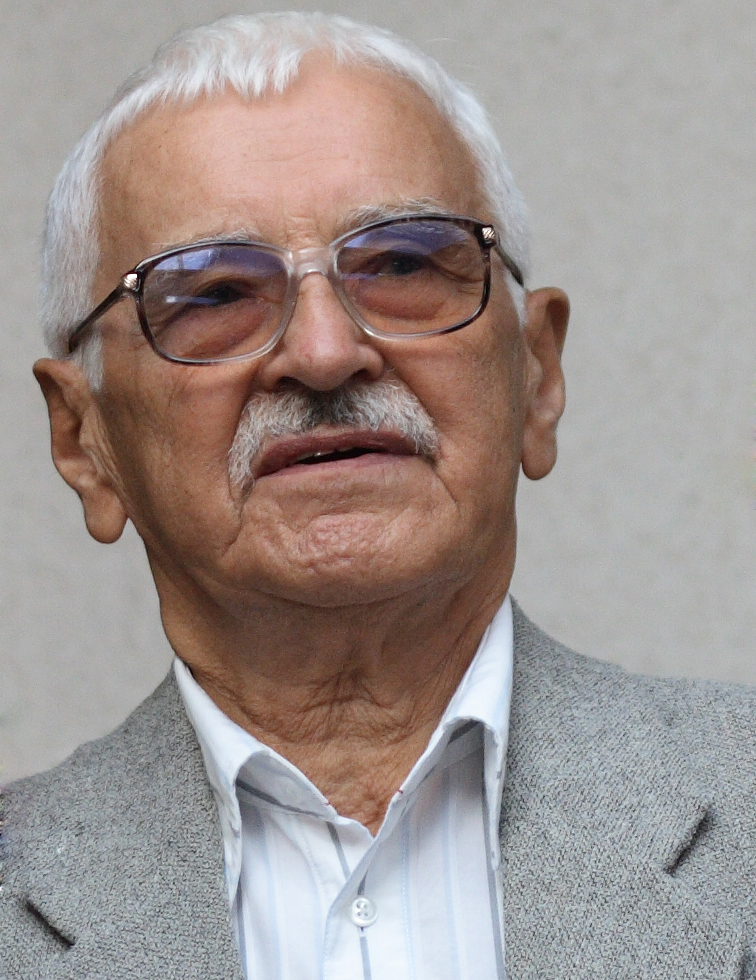
Євген Сверстюк

- Євген Сверстюк (помер 1 грудня 2014 року) — український письменник, дисидент та політв'язень, головний редактор газети «Наша віра», президент Українського пен-клубу. Автор одного з найважливіших текстів українського самвидаву — «З приводу процесу над Погружальським». Автор книг, численних статей з літературознавства, психології і релігієзнавства; поезій, перекладів із німецької, англійської, російської мов на українську.
- Вадим Скуратівський (до 2019 року)[31] — український мистецтвознавець, історик, літературознавець, публіцист.  Автор понад 1000 публікацій з історії української, російської та західних літератур, загальної історії, філософії історії, історії кіна та театру.
- Ігор Юхновський (помер 26 березня 2024 року) — український фізик-теоретик, академік НАН України, народний депутат України кількох скликань, колишній Голова Українського інституту національної пам'яті.

### Наступні учасники
Нові члени на 21 лютого 2017 року
- Юрій Щербак (до 2019 року)[31] — член Всесвітньої академії мистецтв і науки (World Academy of Art and Science — WAAS), письменник, доктор медицини, надзвичайний і повноважний посол України
- Євген Захаров — голова Правління Української Гельсінської спілки з прав людини, директор Харківської правозахисної групи
- Володимир Панченко (помер 14 жовтня 2019 року) — письменник, літературознавець, професор Національного університету «Києво-Могилянська академія»
- Йосип Зісельс — український громадський діяч і дисидент, діяч українського єврейського руху
- Всеволод Речицький (до 2019 року)[31] — український юрист, спеціаліст з конституційного права
- Ярослав Яцків — астроном і геодезист, академік НАН України, президент Української астрономічної асоціації

Склад групи станом на 23 вересня 2022 року
- Олександра Гнатюк
- Володимир Єрмоленко
- Євген Захаров
- Йосип Зісельс
- Ігор Козловський (помер 6 вересня 2023 року)
- Мирослав Маринович
- Ігор Юхновський
- Ярослав Яцків

## Декларація
Декларація є одним з програмних документів ініціативної групи Першого грудня, який ґрунтується на спільному зверненні українських християнських церков до українського народу від 1 грудня 2011 року. Зокрема зазначається, що метою створення ініціативної групи є становлення вільного народу України, об'єднаного спільними духовними вартостями, здатного творити моральну політику, справедливу економіку та соціальне благо. Задля цього суспільство має об'єднатися навколо наступних принципів:
1. Примат свободи та людської гідності. Людина є вільною особистістю, а не придатком державної машини і фінансового капіталу.
2. Верховенство права та справедливий суд. Рівність перед правосуддям — замість вибіркового застосування закону, що заперечує сам принцип правосуддя та перетворює його на інструмент авторитарної примхи.
3. Доброчинство та взаємодопомога в суспільстві — замість патерналістських і авторитарних тенденцій державної політики; солідарність із людьми в потребі.
4. Партнерство та кооперація у сфері національного господарства — замість олігархічного монополізму, чесна конкуренція — замість хижацького взаємознищення і споживацького світосприйняття.
5. Взаємна відповідальність влади й суспільства за вибір належних і пропорційних засобів для захисту своїх інтересів. Добрі суспільні справи робляться лише добрими способами.
6. Спроможність до самоорганізації у вирішенні та обстоюванні соціально-політичних питань — замість політичного маніпулювання або схильності до зневіри.
7. Особиста посвята і жертовність, особливо політиків, заради суспільного блага — замість спекулятивної політики роз'єднань та ворожнечі. Будь-які суспільні зміни вимагають посилення політичної моралі та культури, особистого прикладу.

Серед основних завдань у декларації зазначені:
- відновлення чесної, фахової та продуктивної розмови навколо життєво важливих проблем, давши волю творчій ініціативі людей;
- гарантування в цій дискусії право голосу всіх сегментів суспільного життя, незалежно від регіональних, ідеологічних чи будь-яких інших відмінностей;
- сформувати критичну масу громадян, які здатні жити у свободі та правді, брати відповідальність за свої вчинки й утверджувати моральну політику та спільне благо.